# Taal is zeg maar echt mijn ding (boek)
Taal is zeg maar echt mijn ding is een boek van Paulien Cornelisse uit 2009.
Het boek gaat over de vaak absurde gesprekken en situaties die ontstaan bij misverstanden of ergernissen als mensen met elkaar in gesprek raken. Cornelisse observeert deze en beschrijft dit moderne taalgebruik. Van het boek zijn het eerste jaar ruim 300.000 exemplaren verkocht. Op 2 september 2013 ontving Paulien Cornelisse een Platina boek, omdat er sinds de uitgave 500.000 exemplaren verkocht waren. In 2012 verscheen En dan nog iets, de opvolger van dit boek.

## Bestseller 60
| Boeken met noteringen in de Nederlandse Bestseller 60 | Jaar van verschijnen | Datum van binnenkomst | Hoogste positie | Aantal weken | Opmerkingen                                                |
| ----------------------------------------------------- | -------------------- | --------------------- | --------------- | ------------ | ---------------------------------------------------------- |
| Taal is zeg maar echt mijn ding                       | 2009                 | 06-05-2009            | 1(1wk)          | 124          |                                                            |
| Taal is zeg maar echt mijn ding. Pleeditie            | 2010                 | 08-12-2010            | 53              | 1            | afsponsbaar omslag en een koordje om het boek op te hangen |

## Verfilming
In 2017 werd het boek verfilmd onder dezelfde titel, geregisseerd door Barbara Bredero, met een scenario van de hand van Tijs van Marle. De film, met Fockeline Ouwerkerk in de hoofdrol als Anne, werd in januari 2018 uitgebracht.